# گاو لمیده
گاو لمیده (به انگلیسی: Lying Cow) نام دو نقاشی رنگ روغن اثر ونسان ون گوگ است. ون گوگ این نقاشی‌ها را در حدود سال ۱۸۸۲ هنگامی که در لاهه زندگی می‌کرد، کشید.
کاتالوگ رزونه در سال ۱۹۷۰ برپایه پژوهش‌های جیکوب بارت دلافای تأیید کرد که این نقاشی‌ها در سال ۱۸۸۲ کشیده شده‌اند. جان هالسکر اما باور دارد این نقاشی‌ها با نقاشی گاو در علفزار ون گوگ که در سال ۱۸۸۳ کشید، مرتبط هستند.

## نگارخانه

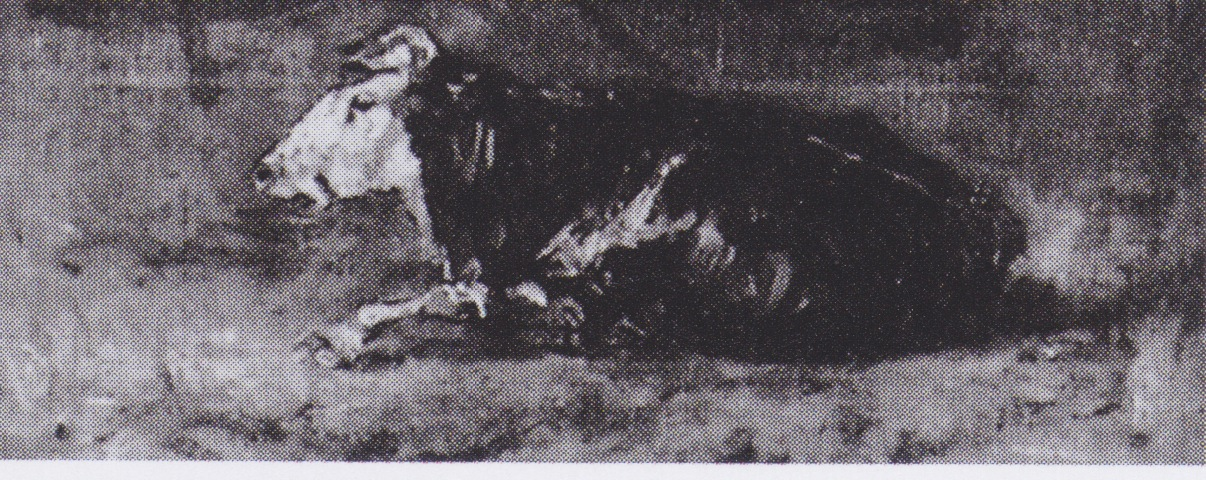
گاو لمیده، ۱۸۸۳.